# Alberto Coddou
Alberto Coddou Ortíz (Concepción, 12 de agosto de 1875-Santiago, 19 de febrero de 1947) fue un abogado, hombre público, ministro, embajador, y profesor chileno, conocido por ser uno de los miembros fundadores de la Universidad de Concepción y primer decano de la Facultad de Ciencias Jurídicas y Sociales de esa casa de estudios, creada en 1929.

## Biografía
Sus padres fueron Francisco Javier Coddou Trotobas -un empresario hotelero de origen francés- y Beatriz Ortíz Ojeda. Fue hermano del médico René Coddou. Realizó sus primeros estudios en el Liceo de Concepcíón y en el Curso Fiscal de Leyes, titulándose como abogado en diciembre de 1898, con la tesis de licenciatura titulada "El plazo i la condición en las promesas de celebración de contratos" (sic).
Fue profesor de Matemáticas del Liceo de Concepción, y profesor de Economía Política y de Derecho Administrativo del Curso Fiscal de Leyes que pertenecía a esa institución. Estas cátedras las continuaría impartiendo en la Universidad de Concepción hasta 1939.
Contrajo matrimonio con María Binimelis Hidalgo  en el año 1900, con quien tuvo 10 hijos: Maria Beatriz, Luisa, Adriana, Alberto, Elena, Jorge, Graciela, Gabriela, Florencia y Victor. Su hijo Alberto le siguió sus pasos, entrando a estudiar leyes en la recién creada Universidad de Concepción, de la que egresó en 1929 como mejor alumno de su promoción, siendo reconocido con el "Premio Universidad de Concepción". 
En 1915 fue nombrado primer vicepresidente del Instituto de Abogados de Concepción, anterior al Colegio de Abogados de esa ciudad.
En 1917 participa, junto a Enrique Molina Garmendia y otras personalidades penquistas, en la creación del Comité Pro Universidad y del Hospital Clínico, el que más tarde serviría para la creación de la Universidad de Concepción, el 14 de mayo de 1919.
Don Alberto Coddou, junto con Julio Parada Benavente y otros abogados fueron defensores de la incorporación del Curso Fiscal de Leyes a la recién creada Universidad de Concepción, después de su supresión en 1928. Al constituirse la Facultad de Ciencias Jurídicas y Sociales en esa casa de estudios, Alberto Coddou fue elegido su primer decano en 1929, siendo posteriormente reelegido en su cargo, el que ocupó hasta 1939.
En 1932 fue designado Ministro de Educación, durante la vicepresidencia de Abraham Oyanedel, permaneciendo en ese cargo entre octubre y diciembre de ese año. 
En junio de 1935 fue elegido presidente del Colegio de Abogados de Concepción.
Militante del Partido Radical, fue presidente de la Asamblea Radical de Concepción durante muchos años. En junio de 1939 fue designado por el presidente Pedro Aguirre Cerda para asumir el cargo de vicepresidente de la Corporación de Reconstrucción y Auxilio (con residencia en Santiago). Esta circunstancia lo obligó a renunciar al cargo de decano de la Facultad, así como a las cátedras que impartía en ella.  
En 1942 fue nombrado Presidente del Consejo de Defensa del Estado, cargo que ejerció hasta el año de su muerte.
Don Alberto Coddou Ortíz falleció en Providencia, Santiago,  el 19 de febrero de 1947, a la edad de 71 años.
| Predecesor: Creación del cargo | Decano de la Facultad de Ciencias Jurídicas y Sociales de la Universidad de Concepción 1929-1939 | Sucesor: Tomás Mora Pineda |